# William Freeman Vilas
William Freeman Vilas, född 9 juli 1840 i Chelsea, Vermont, död 27 augusti 1908 i Madison, Wisconsin, var en amerikansk demokratisk politiker. Han var USA:s postminister 1885–1888 och inrikesminister 1888–1889. Han representerade delstaten Wisconsin i USA:s senat 1891–1897.
Vilas flyttade 1851 till Madison med sina föräldrar. Han avlade 1858 sin grundexamen vid University of Wisconsin och 1860 juristexamen vid New York State Normal School (numera University at Albany, SUNY) i Albany, New York. Han deltog i amerikanska inbördeskriget i nordstaternas armé först som kapten och sedan som överstelöjtnant. Efter kriget arbetade han som professor i juridik vid University of Wisconsin-Madison.
USA:s president Grover Cleveland utnämnde Vilas 1885 till postminister. USA:s inrikesminister Lucius Quintus Cincinnatus Lamar avgick 1888 för att tillträda som domare vid USA:s högsta domstol. Vilas tillträdde 16 januari 1888 som ny inrikesminister. Han efterträddes följande år av John Willock Noble.
Den kontroversiella lagen Bennett Law trädde 1889 i kraft i Wisconsin. Enligt lagen måste de flesta skolorna ha engelska som undervisningsspråk. Lagen drabbade delstatens tyska och norska privatskolor. Vilas ledde protesterna mot lagen. Demokraterna lyckades sedan ändra lagen men många skolor hade redan hunnit byta undervisningsspråk.
Vilas utmanade sittande senatorn John Coit Spooner i senatsvalet 1891 och vann. Demokraterna nominerade inte honom till en andra mandatperiod i senaten. Vilas var en anhängare av den avgående presidenten Cleveland och tillhörde partiets konservativa flygel som kallades Bourbon Democrats.
Vilas grav finns på Forest Hill Cemetery i Madison.